# Aljaksandr Paulau (Ringer)
Aljaksandr Walerjewitsch Paulau (belarussisch Аляксандр Валер'евіч Паўлаў, russisch Александр Валерьевич Павлов, Alexander Walerjewitsch Pawlow; * 9. Juli 1973 in Sowetsk, Russische SFSR, Sowjetunion) ist ein ehemaliger belarussischer Ringer. Er gewann bei den Olympischen Spielen 1996 eine Silbermedaille im griechisch-römischen Stil im Papiergewicht.

## Werdegang
Allajksandr Paulau begann als Jugendlicher 1983 in der Sowjetunion mit dem Ringen. Er konzentrierte sich dabei auf den griechisch-römischen Stil. Im Jahre 1992, nach dem Zerfall der Sowjetunion, startete er für Belarus. Er war Mitglied des Sportclubs Profsojuz Hrodna und wurde dort von Wjatscheslaw Maximow trainiert. Er war sehr leicht und startete bei einer Größe von 1,54 Metern in der leichtesten Gewichtsklasse, dem Papiergewicht, dessen Gewichtslimit bei 48 kg Körpergewicht lag und nach dem Wegfall dieser Gewichtsklasse ab 1997 im Fliegengewicht (bis 54 kg Körpergewicht). Aljaksandr Paulau rang auch in der deutschen Bundesliga.
Im Jahre 1992 startete er für die Ukraine bei der Junioren-Europameisterschaft (Espoirs = Altersklasse bis zum 20. Lebensjahr) in Székesfehérvár. Er belegte dort hinter Magomed Magomedow aus Russland, aber vor Armen Nasarjan aus Armenien den 2. Platz. Das war der Beginn seiner internationalen Laufbahn.
Bei den Senioren startete er erstmals 1993 bei einer internationalen Meisterschaft. Er kam dabei bei der Weltmeisterschaft in Stockholm auf den 10. Platz. Bei der Europameisterschaft 1994, die in Athen stattfand, schnitt er nur unwesentlich besser ab, denn er wurde dort Neunter. Im gleichen Jahr wurde er auch bei der Weltmeisterschaft in Tampere eingesetzt, wo er hervorragend abschnitt. Er kämpfte sich dort bis in das Finale vor, unterlag in diesem aber gegen Wilber Sánchez aus Kuba. Er wurde damit aber Vize-Weltmeister.
Bei der Europameisterschaft 1995 in Besançon unterlag er gegen den seit 1993 für Deutschland startenden Olympiasieger von 1992 Oleg Kutscherenko (1:6 techn. Punkte) und belegte im Papiergewicht den 4. Platz, womit er knapp eine Medaille verfehlte. Gegen Oleg Kutscherenko unterlag Aljaksandr Paulau auch bei der Weltmeisterschaft 1995 in Prag (mit 0:5 techn. Punkten). Er kam dort auf den 6. Platz. Den gleichen Platz belegte er auch bei der Europameisterschaft 1996 in Budapest. Zum Höhepunkt seiner Laufbahn wurden dann die Olympischen Spiele 1996 in Atlanta. Er erreichte dort das Finale und unterlag in diesem dem Südkoreaner Sim Kwan-ho nach Punkten (0:4 techn. Punkte). Der Gewinn der olympischen Silbermedaille war aber der größte Erfolg in seiner Karriere.
Danach erreichte Aljaksandr Paulau bei internationalen Meisterschaften keine Spitzenplätze mehr. Auch für die Teilnahme an den Olympischen Spielen 2000 in Sydney konnte er sich nicht mehr qualifizieren.

## Internationale Erfolge
| Jahr | Platz  | Wettbewerb                                  | Gewichtsklasse | |
| 1992 | 2.     | Junioren-EM (Espoirs) in Székesfehérvár     | Papier         | hinter Magomed Magomedow, Russland, vor Armen Nasarjan, Armenien                                                 |
| 1993 | 10.    | WM in Stockholm                             | Papier         | Sieger: Wilber Sánchez, Kuba vor Safar Gulijew, Russland u. Sim Kwon-ho, Südkorea                                |
| 1994 | 9.     | EM in Athen                                 | Papier         | Sieger: Safar Gulijew vor József Hamzók, Ungarn u. Ioannis Agatzanjan, Griechenland                              |
| 1994 | 2.     | WM in Tampere                               | Papier         | hinter Wilber Sánchez, vor Gela Papaschwili, Georgien u. Bayram Özdemir, Türkei                                  |
| 1995 | 2.     | Großer Preis von Ungarn in Eger             | Papier         | hinter Nick Zagranitschni, Israel, vor Oleg Olrubmambetow, Russland u. Imre Szarka, Ungarn                       |
| 1995 | 1.     | Großer Preis von Norwegen in Porsgonn       | Papier         | vor Nick Zagranitschni, Hiroshi Kado, Japan u. Fariborz Besarati, Schweden                                       |
| 1995 | 4.     | EM in Besançon                              | Papier         | hinter Ioannis Agatzanjan, Safar Gulijew u. Oleg Kutscherenko, Deutschland, vor Fariborz Besarati                |
| 1995 | 6.     | WM in Prag                                  | Papier         | hinter Sim Kwan-ho, Hiroshi Kado, Safar Gulijew, Oleg Kutscherenko u. Mujaahid Maynard, USA                      |
| 1996 | 5.     | EM in Budapest                              | Papier         | hinter Safar Gulijew, Ioannis Agatzanjan, Francesco Costantino, Italien u. Piotr Jabłoński, Polen                |
| 1996 | Silber | OS in Atlanta                               | Papier         | hinter Sim Gwon-ho, vor Safar Gulijew, Kang Yong Gyun, Nordkorea u. Wilber Sánchez                               |
| 1997 | 2.     | Baltic-Sea-Games                            | Fliegen        | hinter Boris Ambarzumow, Russland, vor Piotr Jabłoński                                                           |
| 1997 | 3.     | Großer Preis von Israel in Be’er Scheva     | Fliegen        | hinter Alfred Ter-Mkrtchyan, Deutschland u. Dariusz Jabłoński, Polen, vor Wascha Omanidse, Georgien              |
| 1999 | 6.     | Großer Preis von Polen in Warschau          | Fliegen        | hinter Dariusz Jabłoński, Alfred Ter-Mkrtchyan, Oleg Kutscherenko, Piotr Jabłoński u. Barys Radkewitsch, Belarus |
| 1999 | 21.    | EM in Sofia                                 | Fliegen        | Sieger: Samwel Danijeljan, Russland vor Dariusz Jabłoński, Natiq Eyvazov, Aserbaidschan u. Alfred Ter-Mkrtchyan  |
| 2000 | 20.    | Olympia-Qualif.-Turnier in Clermont-Ferrand | Fliegen        | Sieger: Wang Hui, Volksrepublik China vor Natiq Eyvazov u. Uran Chalilow, Kirgisistan                            |
| 2000 | 1.     | Olympia-Qualif.-Turnier in Alexandria       | Fliegen        | vor Serhij Sobokar u. Ercan Yıldız, Türkei                                                                       |
| 2000 | 17.    | EM in Moskau                                | Papier         | Sieger: Marian Sandu, Rumänien vor Boris Ambarzumow u. Alfred Ter-Mkrtchyan                                      |

Anm.: alle Wettbewerbe im griechisch-römischen Stil, OS = Olympische Spiele, WM = Weltmeisterschaft, EM = Europameisterschaft, Papiergewicht, bis 1996 bis 48 kg Körpergewicht, danach abgeschafft, Fliegengewicht, bis 1996 bis 52 kg, von 1997 bis 2001 bis 54 kg Körpergewicht